# Verbandsgemeinde Dudenhofen
La comunità amministrativa di Dudenhofen (Verbandsgemeinde Dudenhofen)  era una comunità amministrativa della Renania-Palatinato, in Germania.
Faceva parte del circondario del Reno-Palatinato.
A partire dal 1º luglio 2014 è stata unita al comune di Römerberg per costituire la nuova comunità amministrativa Römerberg-Dudenhofen.

## Suddivisione
Comprendeva 3 comuni:
1. Dudenhofen
2. Hanhofen
3. Harthausen

Il capoluogo era Dudenhofen.